# محمد خان
محمد خان (26 أكتوبر 1942 – 26 يوليو 2016) مخرج أفلام وكاتب سيناريو باكستاني مصري، يعدّ أحد أبرز مخرجي السينما الواقعية التي انتشرت في جيله من السينمائيين نهاية السبعينيات وطوال ثمانينيات القرن الماضي، وقد انحسر نشاطه السينمائي خلال السنوات الأخيرة، وشارك في كتابة 12 قصة من 21 فيلمًا قام بإخراجها. متزوج من وسام سليمان كاتبة السيناريو لفيلميه «بنات وسط البلد» و«في شقة مصر الجديدة». تعمل ابنته نادين خان أيضًا في مجال الإخراج السينمائي. حصل على الجنسية المصرية بقرار رئاسي في 19 مارس 2014.
من أبناء جيله: المخرج عاطف الطيب، المخرج خيري بشارة، المخرج داود عبد السيد، السيناريست بشير الديك، المونتير أحمد متولي، مديري التصوير: سعيد شيمي، محسن نصر، طارق التلمساني.

## بدايته
نشأ في منزل مجاور لدار سينما مزدوجة وكان يرى مقاعد إحداها ولا يرى الشاشة. وكان يشاهد الأفلام في اليوم الأول ويتابع شريط الصوت بتركيز بقية الأيام. كان حريصاً على جمع إعلانات الأفلام من الصحف، وشراء مجموعات صور الأفلام. وبالرغم من ذلك، إلا أنه لم يكن يحلم يوماً بأن يصبح مخرجاً سينمائياً حيث كانت الهندسة المعمارية هي حلم طفولته.

## دراسته
في عام 1956، سافر إلى إنجلترا لدراسة الهندسة المعمارية، إلا أنه التقى بالصدفة بشاب سويسري يدرس السينما هناك وذهب معه إلى مدرسة الفنون، فترك الهندسة والتحق بمعهد السينما في لندن . ولكن دراسته في المعهد اقتصرت فقط على الاحتكاك بالآلات ومعرفته للتقنية السينمائية، أما مدرسته الحقيقية فكانت من خلال تعرفه على السينما العالمية في الستينات، ومشاهدته لكمية رهيبة من الأفلام، ومعاصرته لجميع التيارات السينمائية الجديدة في نفس وقت نشوئها وتفاعلها. فقد شاهد أفلام الموجة الفرنسية الجديدة، وأفلام الموجات الجديدة للسينما التشيكية والهولندية والأمريكية، وجيل المخرجين الجدد فيها، كما تابع أفلام أنطونيوني وفلليني وكيروساوا وغيرهم من عمالقة الإخراج في العالم. وبالإضافة إلى هذه الحصيلة الكبيرة من الأفلام، كانت هناك حصيلته النظرية، أي متابعته لمدارس النقد السينمائي المختلفة، مثل "كراسات السينما الفرنسية والمجلات السينمائية الإنجليزية الأخرى. وهي بالفعل مدرسة محمد خان الحقيقية، التي جعلته ينظر إلى السينما نظرة جادة ومختلفة عن ما هو سائد في مصر والعالم العربي. وقد تأثر بأنطونيوني على وجه الخصوص.
عاش محمد خان فترة طويلة في إنجلترا، دامت سبع سنوات، حيث أنهى دراسته في معهد السينما عام 1963. بعدها عاد إلى القاهرة وعمل في شركة فيلمنتاج (الشركة العامة للإنتاج السينمائي العربي)، تحت إدارة المخرج صلاح أبو سيف ، وذلك بقسم القراءة والسيناريو مع رأفت الميهي ومصطفى محرم وأحمد راشد وهاشم النحاس. ولم يستطع خان الاستمرار في العمل في هذا القسم أكثر من عام واحد، سافر بعدها إلى لبنان ليعمل مساعداً للإخراج مع يوسف معلوف ووديع فارس وكوستا وفاروق عجرمة. وبعد عامين هناك، سافر مرة أخرى إلى إنجلترا ، حيث هزته هناك أحداث حرب 1967. أنشأ دار نشر وأصدر كتابين، الأول عن السينما المصرية والثاني عن السينما التشيكية، وكان يكتب مقالات عن السينما. وفي عام 1977 عاد إلى مصر وأخرج فيلماً قصيراً.
عاد محمد خان إلى القاهرة وبدأ مشواره السينمائي بفيلم ضربة شمس عام 1978، أولى تجاربه الروائية الفيلمية، والذي أعجب به نور الشريف عند قراءته للسيناريو، لدرجة أنه قرر أن ينتجه.

## جماعة السينما
كون محمد خان مع بشير الديك وسعيد شيمي ونادية شكري وعاطف الطيب وخيري بشارة وداود عبد السيد جماعة سينمائية أطلق عليها «جماعة أفلام الصحبة»، جمعتها رابطة الصداقة ومجمل القضايا والهموم الفنية والثقافية بشكل عام. وكان الهدف من إنشاء هذه الجماعة هو إنتاج أفلام ذات مستوى جيد وتقدم جديداً، والفيلم الوحيد الذي قامت الجماعة بإنتاجه هو الحريف
ارتبط محمد خان في أفلامه بأسماء في أكثر من عمل، مثل المونتيرة نادية شكري (التي قامت بمونتاج جميع أفلامه)، مدير التصوير سعيد شيمي (ثماني أفلام)، الموسيقار كمال بكير (سبعة أفلام)، السيناريست بشير الديك (ستة أفلام)، مدير التصوير طارق التلمساني (أربع أفلام)، السيناريست عاصم توفيق (أربعة أفلام)، والسيناريست رؤوف توفيق (فيلمان) ،والفنان احمد زكى ( ستة أفلام )

## من أفلامه
| - ضربة شمس (1978) - الرغبة (1979) - الثأر (1980) - طائر على الطريق (1981) - موعد على العشاء (1982) - نصف أرنب (1982) - الحريف (1983) - مشوار عمر (1985) - خرج ولم يعد (1984) | - عودة مواطن (1986) - زوجة رجل مهم (1988) - أحلام هند وكاميليا (1988) - سوبرماركت (1990) - فارس المدينة (1991) - مستر كاراتيه (1992) - الغرقانة (1993) - يوم حار جدا (1995) | - أيام السادات (2001) - كليفتي (2004) (فيلمه الوحيد المصور بتقنية الديجيتال) - بنات وسط البلد (2005) - في شقة مصر الجديدة (2007) - عشم (2013) تمثيل - فتاة المصنع (2014) - قبل زحمة الصيف (2015) - بيبو و بشير (2011) تمثيل |

## مهرجانات وجوائز
- ضربة شمس: جائزة تقديرية ذهبية عن الإخراج الأول من مهرجان الإسكندرية السينمائي الدولي الأول، وجائزة العمل الأول من جمعية الفيلم، وجائزة الدولة التقديرية
- طائر على الطريق: جائزة لجنة التحكيم في مهرجان القارات الثلاث (نانت) فرنسا 1981، جائزة لجنة التحكيم الخاصة في مهرجان جمعية الفيلم 1982، جائزة التقدير الذهبية من الجمعية المصرية لكتاب ونقاد السينما 1981، الجائزة الأولى في ليالي الإسكندرية السينمائية 1981
- نص أرنب: الجائزة الأولى (مناصفة مع العار) في مهرجان القاهرة الدولي 1982
- الحريف: جائزة أفضل إخراج من جمعية الفيلم 1985، الجائزة الثانية في مهرجان الإسكندرية السينمائي الدولي الثالث 1983، شهادة تقديرية في مهرجان برلين الدولي 1983، كما عرض داخل المسابقة الرسمية في مهرجان موسكو الدولي 1983
- عودة مواطن: شارك في مهرجان فالنسيا لدول البحر المتوسط بأسبانيا 1986، عرض خارج المسابقة في مهرجان كان الدولي 1987.
- خرج ولم يعد: جائزة التانيت الفضي وجائزة أفضل ممثل يحيى الفخراني في مهرجان قرطاج الدولي 1984، الجائزة الخامسة في مهرجان الإسكندرية السينمائي الدولي الرابع 1984، وشارك في مهرجانات ستراسبورغ بفرنسا 1985، ومهرجان السينما العربية في باريس 1985، ومهرجان فالنسيا لدول البحر المتوسط بأسبانيا 1985
- مشوار عمر: شارك في مهرجان السينما العربية في باريس 1986
- زوجة رجل مهم: جائزة السيف الفضي وجائزة أفضل ممثل أحمد زكي وجائزة النادي السينمائي الطلابي في مهرجان دمشق الدولي 1987، شارك كفيلم افتتاج وداخل المسابقة في مهرجان موسكو الدولي 1987، عرض في سوق مهرجان كان الدولي 1987، شارك في مهرجان ستراسبورغ بفرنسا 1987، ومهرجان فالنسيا لدول البحر المتوسط بأسبانيا 1987، ومهرجان مونتريال بكندا 1987، عرض على هامش المسابقة الرسمية في مهرجان القارات الثلاث (نانت) فرنسا 1987، و[[مهرجان القاهرة الدولي 1987
- أحلام هند وكاميليا: جائزة أفضل ممثلة نجلاء فتحي في مهرجان طشقند الدولي بالإتحاد السوفييتي 1988، شارك في مهرجان فالنسيا لدول البحر المتوسط بأسبانيا 1988
- في شقة مصر الجديدة: جائزة أفضل فيلم عربي في مهرجان دمشق السينمائي 2007,[7] جائزة الخنجر الفضي والجائزة الخاصة للجنة النقاد والصحفيين في مهرجان مسقط السينمائي 2008, جائزة أحسن مخرج وأحسن ممثلة غادة عادل في مهرجان المركز الكاثوليكي 2008, شارك في مهرجان دبي السينمائي 2007, ومهرجان بالم سبرينجز ومهرجان سان رفايل بالولايات المتحدة 2008. مثل مصر في مسابقة الأوسكار للفيلم الأجنبى 2008 ولكنه لم يتم قبوله للترشح للجائزة.
- مهرجان دبي السينمائي الدولي : تم اختياره رئيس اساتذة «سوق السيناريو للافلام الخليجية القصيرة» التي كانت ضمن فعاليات المهرجان عام 2012 ، واشرف على مشاريع طلبة ومخرجين من العراق والإمارات وقطر .

## وصلات خارجية
- محمد خان على موقع IMDb (الإنجليزية)
- محمد خان على موقع الدهليز
- محمد خان على موقع قاعدة بيانات الأفلام العربية
- محمد خان على موقع ألو سيني (الفرنسية)
- محمد خان على موقع أول موفي (الإنجليزية)
- محمد خان على موقع قاعدة بيانات الأفلام السويدية (السويدية)
- محمد خان على موقع قاعدة بيانات الفيلم (الإنجليزية)
- محمد خان على موقع كينوبويسك (الروسية)